# 霍英東家族
霍英東家族是香港富豪及全國政協副主席霍英東的家族成員，籍貫廣東番禺。

## 家族成員
- 霍達潮
  - 霍耀容 = 劉三原[1]
    - 霍金水
    - 霍木
    - 霍慕貞
    - 霍英東 = 呂燕妮；馮堅妮；林淑端
      - 霍震霆（呂燕妮所出） = 朱玲玲

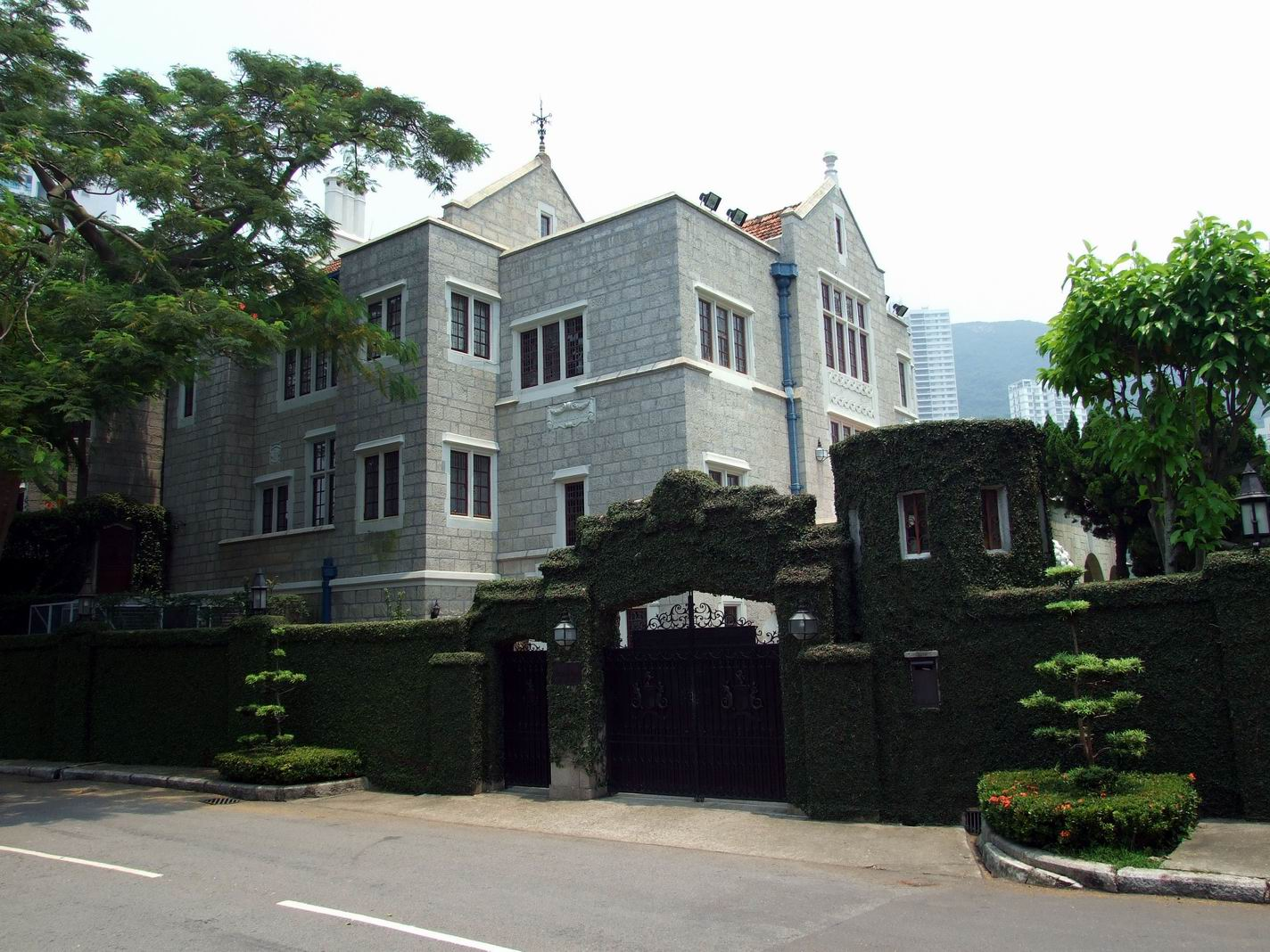
霍家沙宣道大宅「石頭莊園」

        - 霍啟剛(Kenneth) = 郭晶晶
          - 霍中曦(Lawrence)
          - 霍中妍(Laurissa)
          - 霍中怡(Laurina)

        - 霍啟山(Eric)
        - 霍啟仁(Jeremy)

      - 霍震寰（呂燕妮所出） = 陳琪琪
        - 霍思緯(Melissa)
        - 霍啟中(Jason)
        - 霍啟文

      - 霍麗萍（呂燕妮所出） = 溫仲柏
        - 溫靈山

      - 霍震宇（呂燕妮所出） = 何麗萍
        - 霍釧莎(Nicole)
        - 霍啟智(Derek)
        - 霍啟泰

      - 霍文芳（馮堅妮所出、繼子） = 袁荔；洪国华；張玉節
        - 霍嘉健
        - 霍子銘

      - 霍文斌（馮堅妮所出） = 黃國蘭
        - 霍永輝
        - 霍詠欣

      - 霍文遜（馮堅妮所出） = 陳國美
        - 霍詠詩(Christine) = Matt Lee
        - 霍智謙(Kevin)
        - 霍詠盈(Caroline) = 吳婉芳長子胡智略

      - 霍顯揚（林淑端所出）
      - 霍顯旋（林淑端所出）
      - 霍顯光（林淑端所出） = 吳麗明
      - 霍顯強（林淑端所出） = 羅端儀
      - 霍麗娜（呂燕妮所出） = 劉鐵雄
        - 劉澤儀(Lara Lau)

      - 霍麗勵（馮堅妮所出） = 歐真祿
        - Damien Aubert
        - Stephanie Aubert-Gillet = Bruno Gillet
          - Hugo Gillet
          - Daria Gillet
          - Thorsten Gillet

    - 霍慕勤 = 蔡源霖
      - 蔡少炘
        - 蔡偉基

## 家族慈善基金
- 霍英東基金會
- 澳門霍英東基金會
- 霍英東教育基金會
- 霍英東體育基金會

## 家族主要物業
- 持有信德船務27.65%
- 薄扶林沙宣道「石頭莊園」（1970年購入，長房住宅）
- 山頂普樂道2號（1960年購入，三房住宅）
- 淺水灣海灘道53號（1954年購入，收租物業）
- 淺水灣香島道41號（1985年購入，收租物業）
- 中環畢打街畢打行（1970年購入，收租物業）
- 銅鑼灣蟾宮大廈頂樓（1955年興建，收租物業）
- 尖沙咀彌敦道文遜大廈（1955年興建，收租物業）
- 佐敦彌敦道立信大廈舖位（1954年興建，收租物業）
- 觀塘裕民坊大廈（1961年購入，收租物業）
- 灣仔莊士敦大廈（1961年購入，收租物業）
- 上水古洞農地（1960年購入）佔地約113.6萬方呎
- 信德中心部份樓面

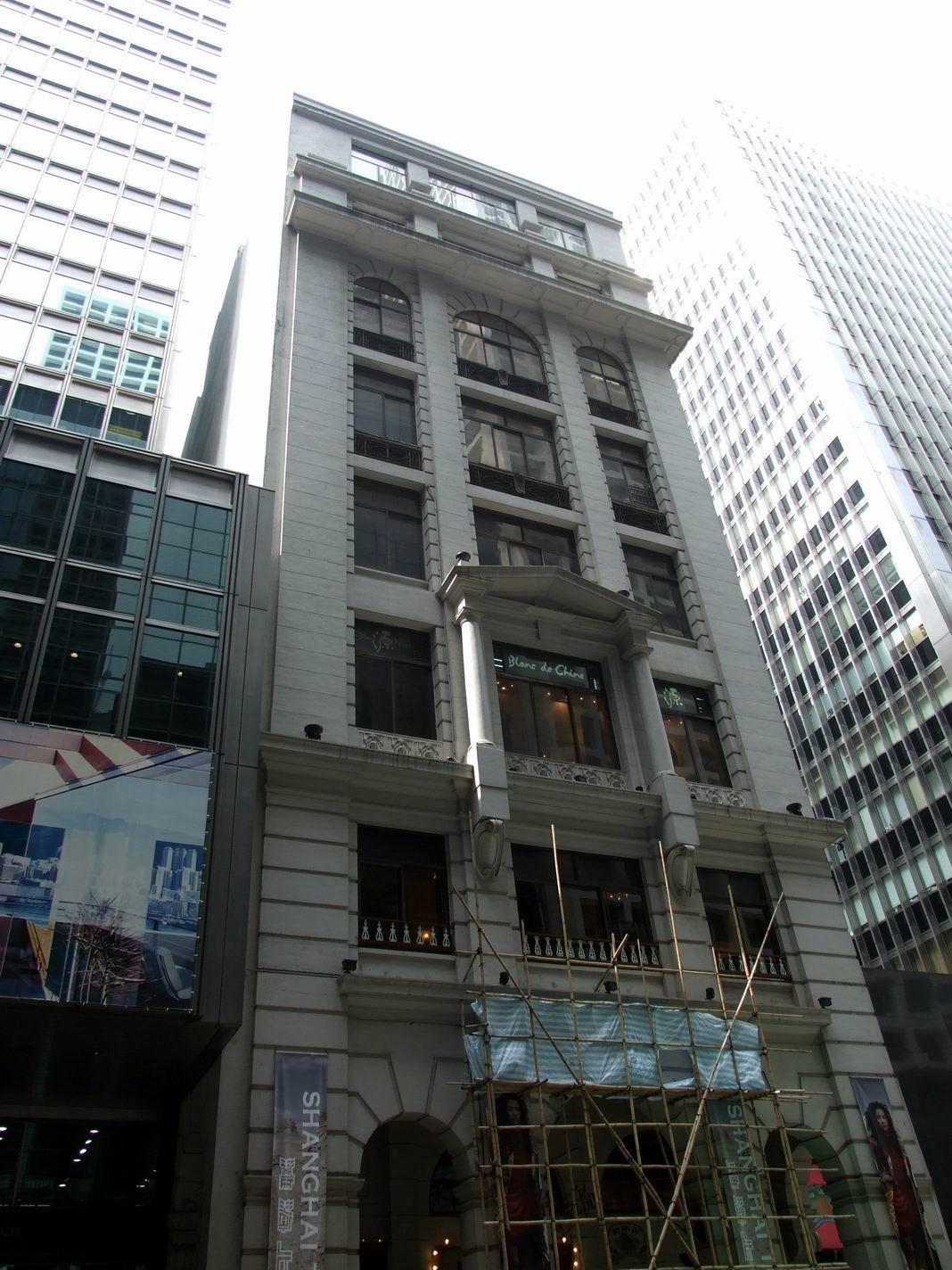
家族旗艦物業畢打行
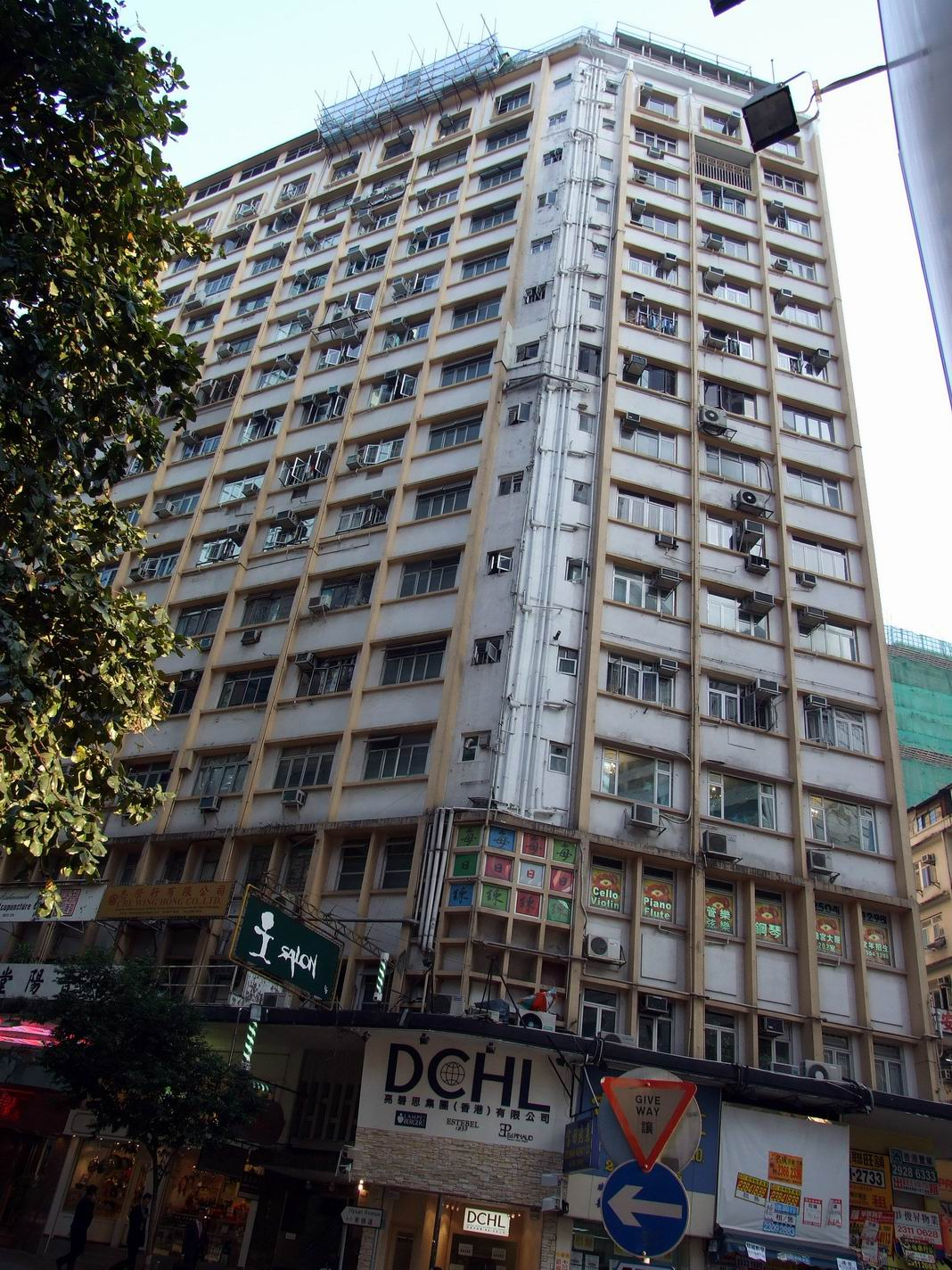
蟾宮大廈
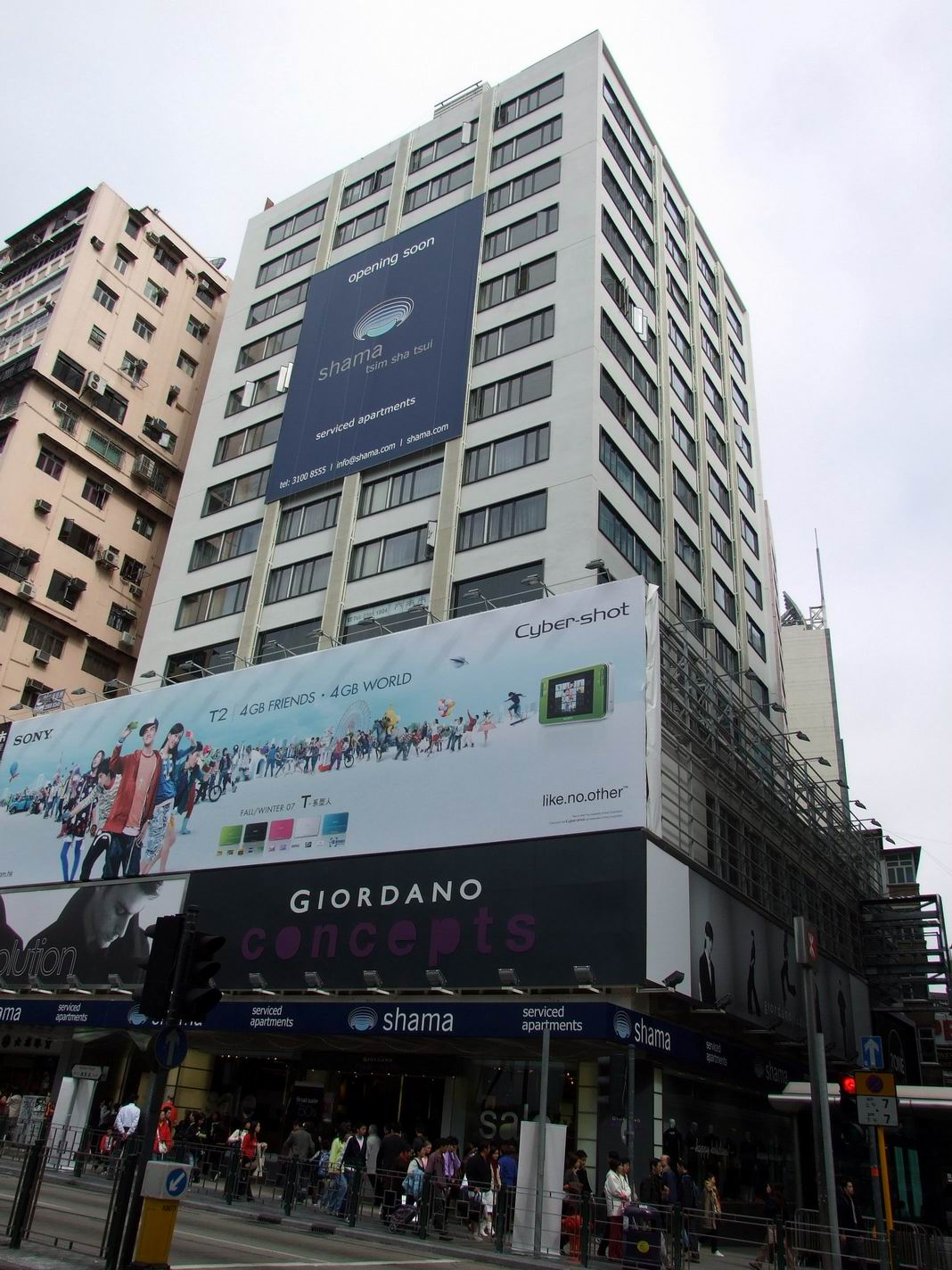
文遜大廈

## 外部連結
- 霍英东教育基金会 （页面存档备份，存于）
- 澳門霍英東基金會章程、更改章程 及 修改章程